# كأس إيطاليا 1993–94
كأس إيطاليا 1993–94 (بالإيطالية: Coppa Italia 1993-1994)‏ هو الموسم 47 من كأس إيطاليا. أقيم خلال الفترة 21 أغسطس 1993 وحتى 20 أبريل 1994، وأشرف على تنظيمه اتحاد إيطاليا لكرة القدم، وكان عدد الأندية المشاركة فيه 48، وفاز فيه نادي سامبدوريا.